# 연희중학교
연희중학교(延禧中學校)는 대한민국 서울특별시 서대문구 남가좌동에 위치한 공립 중학교이다.

## 학교 연혁
- 1971년 12월 29일 : 연희중학교 설립 인가 (남.여 공학 42학급)
- 1972년 3월 3일 : 개교 및 입학식 거행
- 1977년 3월 1일 : 연희여자중학교로 교명 개정
- 2001년 3월 1일 : 연희중학교로 교명 개정 (남.여 공학)
- 2013년 3월 4일 : 중1 진로탐색 집중학년제 연구학교 서울특별시교육청 지정
- 2014년 3월 3일 : 서울형자유학기제 연구학교 교육부 지정
- 2022년 3월 2일 : 제16대 이근한 교장 취임
- 2023년 1월 4일 : 제49회 졸업식(255명) 총졸업생 28,019명
- 2023년 3월 2일 : 제52회 입학식(10학급 266명)

## 참고 자료
- 연희중학교 - 한국교육학술정보원 학교알리미